# Кодима (річка)
Ко́дима — річка в Україні, на півночі Одеської та північному заході Миколаївської області, в межах Подільського (Одеська область) та Первомайського районів (Миколаївська область). Права притока Південного Бугу (басейн Чорного моря).

## Розташування
Кодима бере початок із джерел на висоті 265—270 м над рівнем моря в заболоченій місцевості, що в центральній частині міста Кодими Подільського району (тепер це новозабудований мікрорайон під назвою «Озера»). Тече спершу на південний схід, далі — переважно на схід, у пригирловій частині повертає на північний схід. Впадає до Південного Бугу в південно-західній частині міста Первомайська.
На берегах річки розташовані міста: Кодима, Балта, Первомайськ.

## Басейн
Площа басейну 2 480 км². Середній похил річки 0,67 %. Басейн розташований на південно-східних відрогах Волино-подільської височини. Верхня і середня частини басейна складені піщано-глинистими відкладами, нижня — докембрійським кристалічними породами (головним чином гранітами, які виходять на поверхню). Поверховий покрив із лесоподібних суглинків та глин. За механічним складом ґрунти відносяться до пилувато-важких суглинистих різновидів, ґрунти чорноземні. Басейн річки розташований в зоні лісостепу. Більша частина степу розорана і зайнята посівами сільськогосподарських культур.
Ліси займають площу 165 км², що становить 6,7 % від загальної площі басейна, заболоченість та озерність відносно невелика. Річкова долина у верхній течії переважно V-подібна, в середній і нижній — трапецієподібна, і тільки в самій нижній частині, де річка пронизує кристалічні породи, вона знову стає V-подібною. Більша частина річища Кодими звивисте, в нижній течії має ряд озероподібних розширень. Долина переважно завширшки 1,5—2,5 км, найбільша — 4 км (вище с. Кам'яний Міст), найменша 0,7 км.

## Долина річки

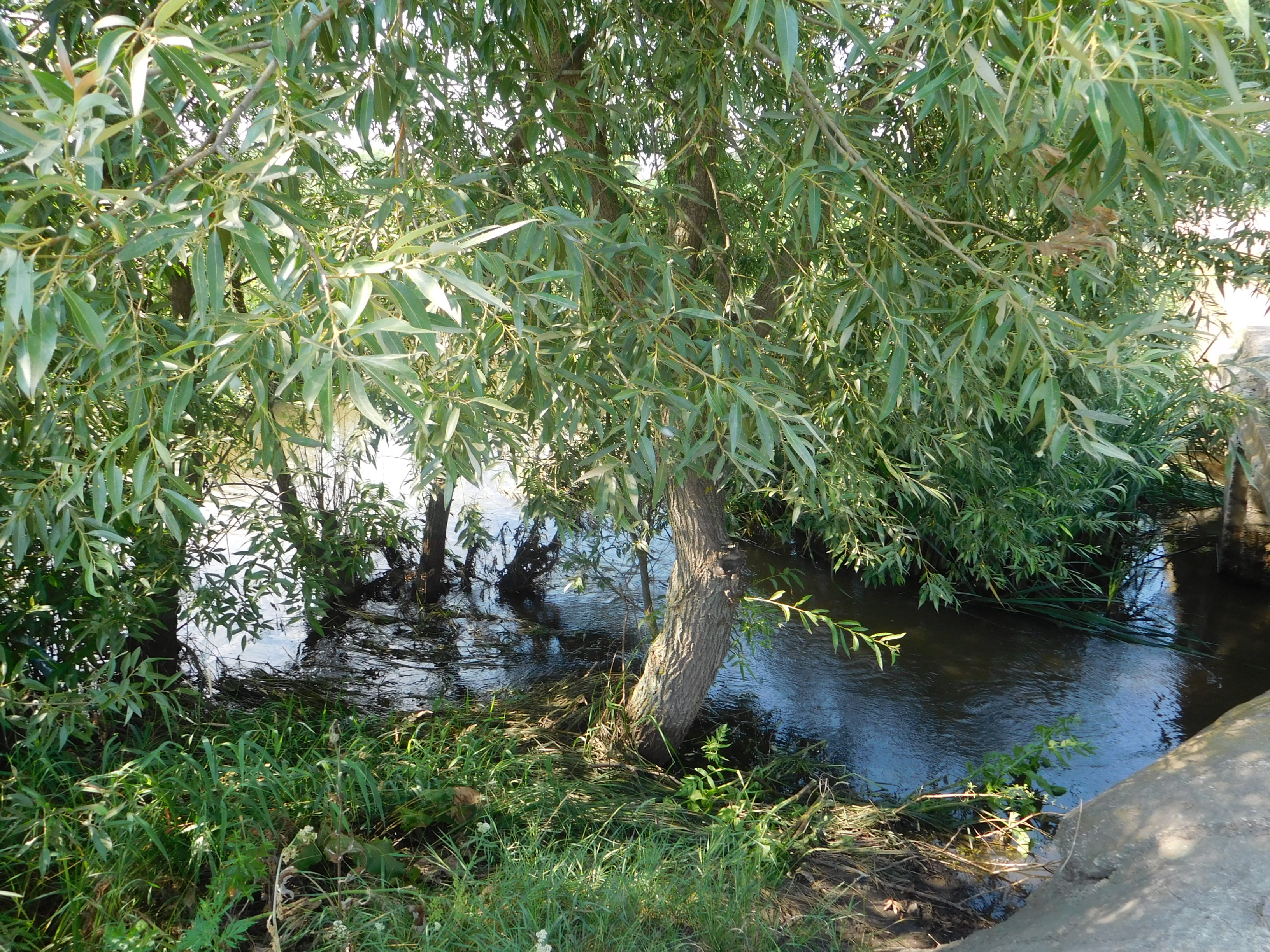
Річка Кодима в с. Познанка Перша, Подільський район, Одеська область

Правий берег здебільшого крутий, заввишки 60—100 м. У середній і нижній течіях річки по схилах у багатьох місцях проглядається надпоймена тераса, завширшки 0,5—2 км з пологим уступом заввишки 2,5—5 м. Поверхня її майже рівна, з окремими піщаними буграми, подекуди перетинається неглибокими улоговинами, зайнята населеними пунктами з садами та городами. Складена вона суглинками та супісками, в низині річки — піщані ґрунти, вкриті лучними травами та чагарниками.
Лівий схил пологий, заввишки 5—35 м, без вираженої брівки, схил здебільшого розчленований, переважно розораний і зайнятий посівами сільськогосподарських культур. У верхній та середній течіях річки місцями на схилах прослідковується надпоймена тераса завширшки 180—800 м, з пологим уступом заввишки 2,5—4,5 м. У нижній течії виходять на поверхню кристалічні породи (граніти); біля села Кам'яний Міст проводиться їхня розробка. У верхній течії спостерігається вихід ґрунтових вод.
Заплава двостороння, здебільшого заболочена; переважна ширина змінюється по довжині річки від 0,2 до 0,6 км, найбільша — 2,0 км (с. Кам'яний Міст), найменша — 60 м. Поверхня долини переважно рівна, місцями перетинається старицями та ярами. Використовується долина під сінокіс та пасовища. В період весняного паводка долина затоплюється на глибину 0,5—2,0 м.

## Річище
Довжина річки 149 км. У верхній та середній течіях Кодима має ряд озерних розширень, їх довжина 1—4 км, переважна ширина 50—200 м, глибина близько 0,8—4,0 м, найбільша — 5,3 м. Переважаюча ширина річки на перекатах 2—8 м, глибина 0,1—0,4 м, в середній і нижній течії Кодима пересихає.
На плесах ширина річки 15—30 м, глибина бл. 0,5—0,8 м, найбільша ширина — 60 м, глибина — 3,0 м (с. Кримка). На мілководдях річка заростає очеретом, на плесах — тільки біля берегів. Дно рівне, на плесах намулисто-глинисте, в'язке, на перекатах — тверде, піщане, в гирлі кам'янисте.

## Режим річки

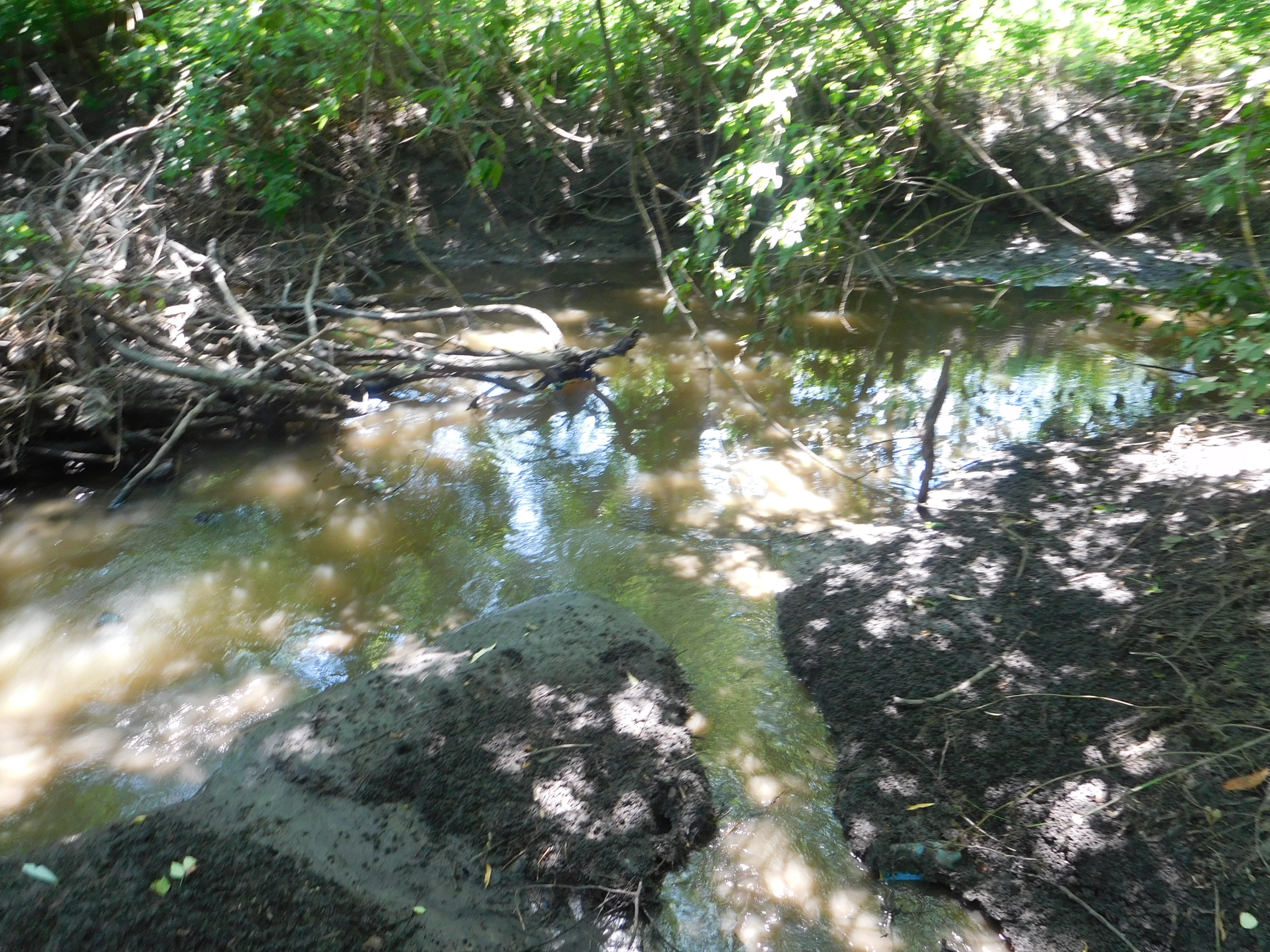
Річка Кодима в с. Мошняги, Балтська міська громада

Кодима належить до Східноєвропейському типу річок переважно зі сніговим живленням, участь дощового та ґрунтового стоку незначна. Рівневий режим характеризується весняною повінню, низькою літньою меженню, що порушується дощовими наводками, незначним підйомом води восени внаслідок дощів, порівняно високий і малостійкий взимку. По мапі ізоліній середньо-багаторічний модуль стоку для басейну Кодими становить 1,2 л/с з 1 км². Замерзання річки відбувається в першій половні грудня, інколи в жовтні; пізнє замерзання зафіксоване в лютому 1948 року. Середня товща льоду 0,1—0,3 м, найбільша — 0,5 м. Льодостав триває 2—2,5 місяці. У другій половині березня річка повністю очищується від криги.
Вода слабко мутна, безколірна, з болотним запахом, придатна для пиття. Використовується для водопостачання, поливу городів та інших сільськогосподарських потреб.

## Притоки
Основні притоки: Борсуківка (96-й км), Батіжок, Рокулова, Кричуновський Яр, Гедзилів Яр (Гетьманка; 53-й км) (ліві),

Березівка, Яр Фернатія, Зозулька, Великий Гвоздавський Яр, Сировський Яр (праві).

Сама Кодима впадає в Південний Буг з правого берега на 199  км від його гирла, біля південно-західної околиці Первомайська, на висоті 65 м над рівнем моря.

## Цікаві факти
- До 1791 річка була кордоном між Річчю Посполитою з одного боку та Кримським ханством (до 1783) і Османською імперією — з іншого.

## Легенда
Зелена-зелена долина, що порізана блакитними шматками. Це долина річки Кодима, яка колись розтікалась далеко за нинішні свої береги і вирувала бурхливим життям.
Старовинне слово «Кодима» означає «болото» (пара, дим, паруюча місцевість).
А в народі існує така легенда щодо назви річки. У давні-давні часи текла по долині неширока повноводна річка. На обох її берегах, правому — крутому і лівому — пологому, селилися люди. Вони обробляли степ, держали худобу, займалися гончарством. Сонце щедро наділило цей куточок землі. Десь на далекому півдні точилися війни між корінними жителями і кочовими племенами, а в долині тихої річки було спокійно.
Та лиха біда не минула і цього чарівного краю. Якось жорстокий татарський хан вирішив власноручно проїхатись по завойованих землях. Довго, сердешний, їхав він своїм почтом сірими безводними степами, де сухий південний вітер грався в ковилі. Було жарко, душно. Він захотів пити. А навколо лише безводний степ (це були Херсонські степи). Розлютився хан і наказав своїм слугам шукати питну воду і місце, де він міг би гарно відпочити. Кілька днів не було від гінців чутки. А на шостий день з'явились вони самі, запилені, але раді, що догодили своєму володарю. Далеко звідси, на північ, вони знайшли гарну зелену долину тихоплинної річки. Негайно везіть мене туди, забажав хан. Через кілька днів по сході сонця добрався хан зі своєю свитою на берег річки.
Понад самим берегом у купаві зелені розкинулось затишне село з білими мазаними хатками під привітними очеретяними стріхами. До роботи прокидалися люди, чулося ремиґання худоби, з краю в край по селу котився переклик голосистих півнів. Ранкову тишу розірвав дзвінкий дівочий сміх. То зграйка дівчат вибігла до води вмиватися до схід сонця, щоб милого рожевим личком, як зорею, чарувати.
Помітив хан дівчат. Стрепенувся, нахмурив смолисті брови. Особливо сподобалась йому білява красуня з сонячним волоссям, що хвилями грало на її ніжних дівочих плечах.
Дівчина тихо ступила в ранкову воду, де вже весело вмивалися її подруги, і на хвилинку зупинилася. Погляд її впав на середину річки, де тихо з глибокого, темного дна випливала примхлива квітка водяної лілеї. Ніжно, тихо гойднулася на ніжці-стебельці, пелюстки нечутко розтулилися, відкривши сонячну серцевину. Дівчині згадався Левко, гарний ставний хлопець з їхньої вулиці. Вчора він їй сказав, що вона схожа на сонячну королеву. І він, Левко, якби вмів, щодня писав би для неї музику, щоб вона лунала і в вербах над річкою, і в лугах за нею, щоб легкі водяні хвильки музикою обливали його Любаву, колихали і хлюпотіли її ім'я — Ода, Ода. Та він цього не вміє, а от квітку лілеї він обов'язково з глибини їй дістане.
Раптом тупіт коней, свист заставили дівчину здригнутися. До берега мчалася орда чорних запилених людей. Всі дівчата кинулися тікати, та ханські служаки спритно ловили їх арканами. Хотіла тікати і Ода, та було вже пізно. Навпроти зупинилася багата карета, з неї виліз пихатий хан і поманив дівчину до себе.
Оді зробилося страшно. Колись давно вона чула від матері, як набігали дикі люди, грабували і вбивали, а молодих дівчат забирали у вічну неволю. Ні, цього вона зовсім не хоче. Вона народилась і виросла тут, у біленькій селянській хаті. Тут її мати, батько, тут її рід, земля.
Чорні загребущі руки хана вже тягнуться до її сонячних кіс.
Дівчина відступила у воду — більше нікуди було.
Чорні руки все ближче…
У воду зайшли і вершники. Хочуть відрізати шлях.
Вона відступає. Вода вже торкається грудей, хлюпоче по білій дівочій шиї. Вода темна. Це глибина. Це середина річки, де спливають білі лілеї. Ще крок, і ноги не відчули дна. Востаннє сяйнуло біле личенько, а може, квітка лілеї,— і темна вода все закрила…
Кажуть, що хан постарів од люті і став каменем. Вода відступила і ніколи не хлюпоче і не обмиває сірий камінь. Він для неї чужий.
А вечорами, коли тихе плесо річки освітлював місяць, на берег приходив гарний ставний хлопець. Сумно дивився у річкову глибінь. Інколи з його грудей із сумом виривались звуки любого імені. О-О-да-а! Вода несла ці звуки, як музику, в далечінь. «Ода-а». А у відповідь із заплавних лугів квіти-трави шепотіли: «Оди нема-а». Нічна луна підхоплювала останні звуки і неслась по всьому місячному просторі: «Оди-ма-а».
Довго кликав і чекав свою суджену Левко. Не дочекався. З горя став він на березі високим ставним осокором. При легкому подиху вітру листя осокора тремтить, а вітер подужчає — шелестить, заб'ється в розпачі, і тоді лине над річкою його клич: «О-да-а?».
У відповідь із заплави: «Оди-ма-а-а!».
Було так чи ні, хто знає. Але й до цього часу тече в нашому краю тиха спокійна річка з порослими осокою берегами і зветься вона Кодима.